# Ulrich III. (Württemberg)

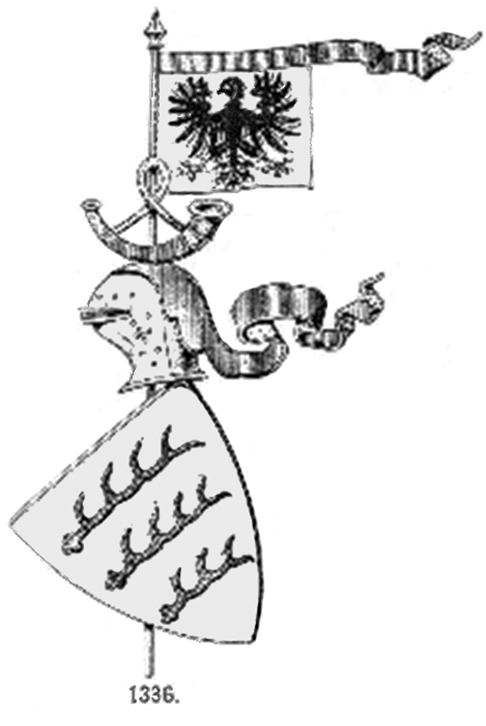
Wappen Graf Ulrichs III. mit der 1336 zusammen mit Grüningen erworbenen Reichssturmfahne

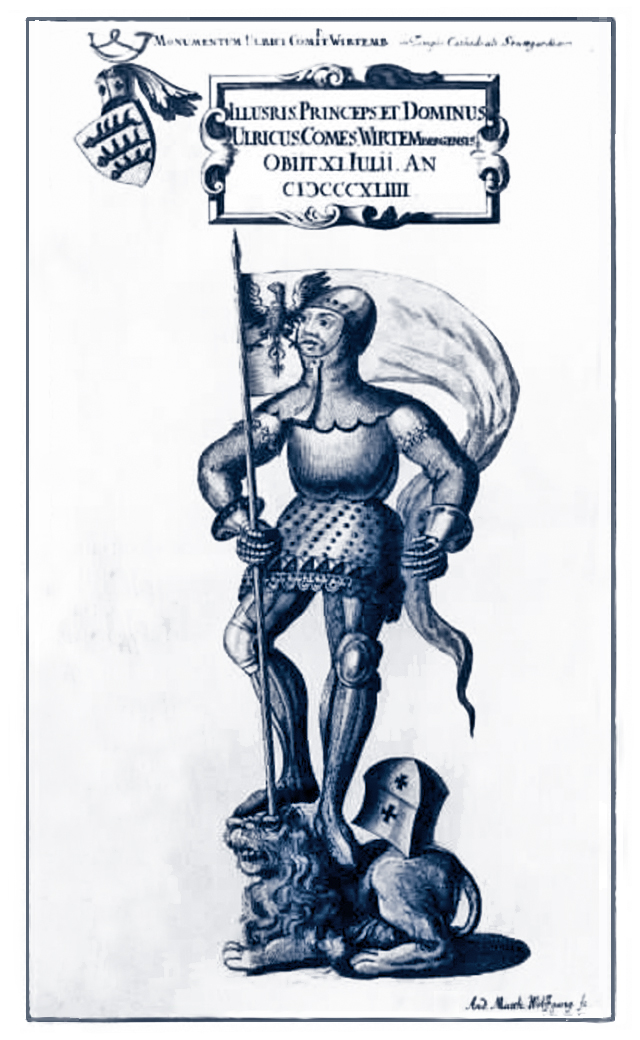
Ulrich III. steht mit der Reichssturmfahne auf dem Staufer-Löwen

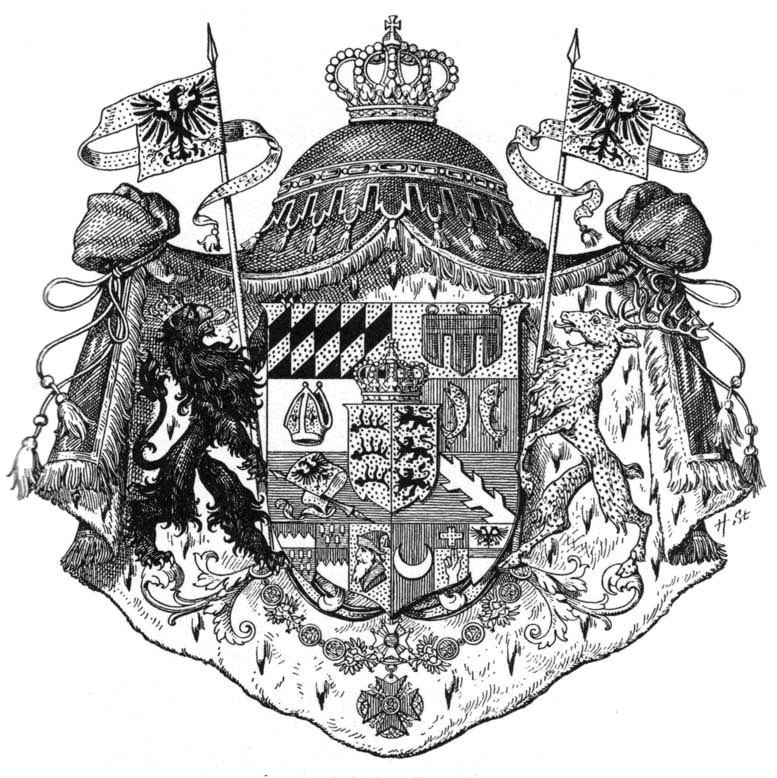
Großes Königswappen (1871) mit drei Reichssturmfahnen. Die im Wappen steht für die Grafschaft Gröningen; eine hält der Staufer-Löwe, die andere der Württemberger Hirsch

Ulrich III. (* zwischen 1291 und 1296; † 11. Juli 1344) war von 1325 bis 1344 Graf von Württemberg, wurde niederschwäbischer Reichslandvogt und ab 1336 Reichssturmfähnrich. Damit erhielt er die Reichsstadt Grüningen als Erblehen.

## Expansion
Ulrich entstammt der zweiten Ehe Graf Eberhards I. von Württemberg mit Margarethe von Lothringen († 1296). Er war bereits zur Regierungszeit seines Vaters stark in die Politik eingebunden. 1319 handelte er mit König Friedrich dem Schönen einen Bündnisvertrag aus. Dieses Bündnis erneuerte er nach seinem Amtsantritt 1325, nachdem sich Württemberg zwischenzeitlich auf die Seite Ludwigs IV. begeben hatte. Ludwig und Friedrich erhoben in dieser Zeit beide Anspruch auf die Herrschaft im Reich.
Durch die Aussöhnung der beiden war es Ulrich möglich, auch nach dem Tod Friedrichs 1330 eng mit dem Reich verbunden zu bleiben. So bekleidete er auch unter Ludwigs Alleinherrschaft das von den Staufern eingeführte Reichsamt des niederschwäbischen Landvogts. Das damit erlangte politische Gewicht auf Reichsebene, seine regionale Bündnispolitik und das Heiratsgut und Erbe seiner Gattin ermöglichten es dem umsichtig agierenden Ulrich, das württembergische Territorium während seiner Regierungszeit deutlich zu vergrößern. Neben verschiedenen Erwerbungen im Elsass sind vor allem die erbliche Belehnung mit der Reichsstadt Grüningen, heute Markgröningen, und der Kauf der Grafenstädte Vaihingen an der Enz (1339) und Tübingen (1342) hervorzuheben.

## Reichssturmfähnrich
Als dessen Landvogt und vorgesehener Heerführer brachte Ulrich Kaiser Ludwig den Bayern 1336 dazu, auf Konrad II. von Schlüsselberg einzuwirken, dass dieser das prestigeträchtige Amt des Vorstreiters und Reichssturmfähnrichs mit dem damit verknüpften Grüninger Reichslehen gegen eine Entschädigung von 6000 Pfund Haller an Ulrich abtrat. Der Kaiser verlieh ihm unmittelbar darauf die Reichssturmfahne samt Burg, Reichsstadt, Kirchenpatronat, Burggrafenamt und Stadtherrenrechten in Grüningen als Erblehen, weshalb die Württemberger Grafen, Herzöge und Könige bis ins 19. Jahrhundert den Nebentitel Grafen von Grüningen führten, wie einst die Württemberger Seitenlinie der Grafen von Grüningen, die dieses Reichslehen bereits bis 1280 besessen hatten.

## Familie und Nachfolger
Verheiratet war Ulrich III. mit Sophie von Pfirt. Söhne aus dieser Ehe waren Graf Eberhard II. (Eberhard der Greiner) und der bis 1361 gemeinsam mit diesem regierende Graf Ulrich IV.
Ulrich III. hatte einen gleichnamigen unehelichen Halbbruder († 1348), der als Domherr in Speyer und Propst dreier Stifte wirkte.

Eine Nichte Ulrichs III., Agnes von Württemberg-Helfenstein (ca. 1305–1373), war in zweiter Ehe mit Konrad II. von Schlüsselberg verheiratet, der Ulrich 1336 das Reichslehen Grüningen abtrat.